# Chrastavské děti

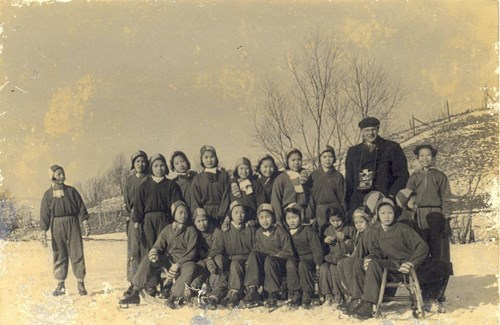
Chrastavské děti na fotografii při sáňkování s vychovatelem, patrně v Chrastavě (mezi lety 1956 a 1959)

Chrastavské děti je název pro skupinu sta vietnamských dětí, válečných sirotků, které v letech 1956 až 1959 pobývaly a vzdělávaly se v severočeské Chrastavě v komunistickém Československu. Jednalo se o vůbec největší oficiální pobyt osob vietnamské národnosti na československém území. Prohlubující se československo-vietnamské vztahy v pozdějších letech vytvořily podmínky pro vznik komunity, která tvoří druhou největší etnickou menšinu v populaci České republiky.

## Historie
V letech 1946 až 1954 probíhala na území Vietnamu, oficiálně součásti tehdejší Francouzské Indočíny, tzv. válka v Indočíně, výsledkem které došlo k vytvoření a stabilizaci nezávislého státu, vydobytého místními obyvateli na francouzské koloniální nadvládě. Konflikt si vyžádal stovky tisíc civilních obětí. V rámci navázání mezinárodních vztahů s Československem, rovněž vedeným komunistickým režimem, došlo k uzavření vzájemné dohody o převozu stovky osiřelých dětí ve věku od osmi do třinácti let do dětského domova v Chrastavě nedaleko Liberce a zajištění základní školní docházky ve zdejší základní škole spolu s místními dětmi.
Československo tak navazovalo na svou politiku pomoci válkou postiženým komunitám s komunistickou ideologickou orientací: např. na přelomu 40. a 50. let přijala desetitisíce řeckých uprchlíků z řad podporovatelů komunistických sil po řecké občanské válce v letech 1946 až 1949, rovněž ubytovávaných zejména v pohraničních oblastech, tzv. Sudetech, potýkajících se po poválečném odsunu obyvatel německé národnosti s nedostatkem obyvatel.
Skupina do ČSR odcestovala v polovině roku 1956 a byla přijata do péče chrastavského dětského domova pod vedením ředitele Jana Tupého. Chrastavské děti na místě navštívil také vietnamský prezident a osobnost boje za nezávislost na Francii Ho Či Min, během své oficiální návštěvy země v červenci roku 1957. Děti zde pobývaly až do roku 1960, posléze se vrátily zpět do Vietnamu.

## Význam
Pobyt vietnamských dětí, realizovaný v příslušném počtu dětí, měl především svou symbolickou podstatu a režimy obou států byl propagandisticky využit, včetně návštěvy samotného prezidenta Ho. Děti se například účastnily natáčení dětského filmu Malí medvědáři z prostředí pražské zoologické zahrady či dobrodružného filmu Černý prapor.
Tento program stál na počátku prohlubujících se vztahů obou vzdálených zemí. V dalších letech následně docházelo k četným studijním pobytům vietnamských studentů na československých univerzitách či stážím vietnamských pracovníků v průmyslových podnicích (mj. automobilka Škoda Mladá Boleslav). Rozvoj vazeb Vietnamců v ČSSR přispěl následně k tomu, že zde tato národnost představuje komunitu v řádech desetitisíců lidí, hlásících se k vietnamské národnosti (oficiálně 38 723 dle sčítání z roku 2021) a dalších s vietnamským původem, tvořící tak největší mimoevropskou etnickou skupinu v Česku.

## Připomínka
Příběhu chrastavských dětí se věnuje dokumentární reportáž České televize Osud „chrastavských dětí", odvysílaná roku 2007 v pořadu Babylon, zabývajícího se tématy a životem menšin v Česku.
Před chrastavskou školou plánovala vietnamská ambasáda v České republice v roce 2015 zhotovení pomníku, který by pobyt vietnamských dětí připomínal.